# Mordella aradasiana
Mordella aradasiana là một loài bọ cánh cứng trong họ Mordellidae. Loài này được Patti miêu tả khoa học năm 1840.